# Dan Ljungar
Dan Erik Herman Ljungar (født 4. november 1966 i Vällingby ved Stockholm) er en arkitekt MAA og Studieadjunkt på Arkitektskolen i Aarhus
Han er søn af Karl-Erik Ljungar (død 2009) og Vigdis Winther Ljungar, 1994-2020 gift med arkitekt Charlotte Bonde med hvem han her døtrene Linn Bonde Ljungar og Anna Bonde Ljungar. Han blev student fra Tårnby Gymnasium 1987 og arkitekt fra Kunstakademiets Arkitektskole 1998.
Han har haft ansættelser hos bl.a. arkitekt Peter L. Stephensen og arkitekt Erik Nobel 1999-2003 og grundlagde i 1999 egen praksis. Tegnestuen arbejder bl.a. med museumsindretning samt restaurering af kirker og fredede ejendomme. 2008-2014 husarkitekt for Ny Carlsberg Glyptotek og Ny Carlsbergfondet. Han har været medlem af Akademisk Arkitektforenings repræsentantskab 2005-2017 fagligt medlem af Svendborg Kommunes Arkitekturprisudvalg 2007-2018 og do. i Middelfart Kommune siden 2012.
Han har modtaget Statens Kunstfonds arbejdslegat 1999, præmiering af Statens Kunstfond 2002 og af Københavns Kommune 2006.

## Værker
- Arkitekturinstitut på Bryghusgrunden, København, afgangsprojekt 1998
- Særudstilling Kongeligt porcelæn 1775-2000 design gennem 225 år, Designmuseum Danmark i samarbejde med direktør Bodil Busk Laursen, 2000
- Museumsindretning Utopi og virkelighed i det 20. Århundredes Kunsthåndværk og Design, Designmuseum Danmark i samarbejde med direktør Bodil Busk Laursen 2002
- Museumsindretning Over alle Grænser, Kunst og Håndværk 1890-1910, Designmuseum Danmark i samarbejde med direktør Bodil Busk Laursen 2005
- Museumsindretning Middelhavshorisonten, Ny Carlsberg Glyptotek i samarbejde med museumsinspektør Jette Christiansen 2006
- Skitseforslag til om- og tilbygning samt ny indretning af Venø Kirke 2007 og 2012
- Skitseforslag til nyt menighedshus for Venø Sogn 2007
- Skitseforslag til særudstilling om dansk kunst, arkitektur og design på Central Academy of Fine Arts i Beijing, Kina for Det Danske Kulturinstitut i Kina 2007
- Forslag i indbudt konkurrence Nyt Rådhus og Brandstation i Middelfart med arkitekt MAA Karl C. Rosenberg Rasmussen 2008
- Restaurering samt forslag til indretning af Per Kirkebys Hus for Sten og Stjerner, Vemb, 2008
- Restaurering af fredet ejendom Knabrostræde 9, København 2009
- Konkurrenceforslag til Afskærmning af Jellingstenene, omtale 2009
- Design af radiator-værn til Vinterhaven, Ny Carlsberg Glyptotek 2011
- Særudstilling Gauguin & Polynesien, Ny Carlsberg Glyptotek i samarbejde med direktør Flemming Friborg 2011
- Restaurering af fredet ejendom Knabrostræde 11-13, København 2012
- Udvidelse af Tønder Rådhus, konkurrence 2013
- En Redningsstige til Danske Havne, konkurrence 2013, omtale
- Gæsteatelier Hollufgård, udviklingsplan 2014
- Venø Kirke, ombygning og ny-indretning 2015-18, Gengivet i Arkitekten 02/18
- Middelfart Museum, tilgængelighed 2016-17
- CLAY Keramikmuseum Danmark, udearealer 2017-18
- Middelfart Kirke, skitseforslag forplads og udearealer 2019

## Udstillinger
- »Arkitekturinstitut på Bryghusgrunden« med på »Danish Wave« vandreudstilling arrangeret af Dansk Arkitektur Center 1998-2001
- Skulptur »Hen-ned-i« udstillet i »Havn Nr. 2« 2001
- Skulptur »2« udført i samarbejde med billedhugger Henrik Troelsen, udstillet på gruppeudstilling »II«, Odense. 2010.